# 아사키
아사키(일본어: あさき)는 코나미 소속으로 주로 BEMANI 시리즈에서 활동하고 있는 게임 음악 작곡가이다. 저작권 곡으로는 캡틴 락(Captain Rock)의 명의로 활동하고 있다. 오사카부 출신인 것 외에 신상에 대해 알려진 바가 거의 없다.

## 특징
아사키(あさき)라는 명의로 발표된 곡들은 작사, 작곡부터 보컬, 기타, 베이스까지 싱어송라이터로서 모두 혼자서 담당한다(드럼은 우치코미(打ち込み)를 사용하나, 예외에 대해서는 《신곡(神曲)》을 참고). 또 다른 특징으로서 긴 시간의 반주, 어두운 분위기의 가락, 특징적인 가사가 있는데 이 때문에 아사키의 노래들이 비주얼계라고 형용되는 경우도 있지만 이에 대해 아사키는 '비주얼계가 아닌 쿄토메탈'이라고 말한다.
아사키 곡들의 가장 큰 특징인 가사는 길고, 음침, 난해하다. 그의 곡을 가사를 보지 않고 듣기만 한다면 일본인들조차도 무슨 말을 하고 있는지 알아들을 수 없다(일부 노래에 들어가있는 랩풍의 가사를 '빠르게 하는 말'라고도 하는데, 이 '말'을 알아들을 수 없음에서 유래된 것이다). 노래의 가사들을 봐도 복잡한 한자가 많아 읽지 못하는 일이 많다. 또 한자를 읽는 음이 다른데, 첫 번째 앨범인 《신곡(神曲)》의 앨범 커버에 수록된 가사와 실제 노래에서의 읽히는 음이 다른 일이 많다. 가사는 주로 여성의 마음을 구가하는 것이 많아 노래를 듣지 않고 가사만 먼저 본 사람들은 아사키를 여성으로 착각하기도 한다.
아사키의 일부 곡들은 일본과 한국의 노래방 기기에 수록되어 있으나(한국의 경우 월광접 단 하나만) 위와 같은 여러 가지 이유때문에 따라 부르기는 힘들다.

## 앨범
아사키의 첫 앨범인 《신곡 (神曲)》은 2005년 9월 16일에 발매되었다. 2005년 3월 4일에 제작계획이 발표됐고 5일 후 상품화 결정 목표치인 3,000장이 예약됐다. 일반 상점에서는 팔지 않고 코나미의 온라인 상점인 코나미스타일에서만 구입할 수 있다.
비마니 시리즈에서의 곡들은 모두 드럼에 대해 우치코미를 사용했지만 앨범 수록곡들은 보조 드러머들이 드럼을 연주했다.
1. 蛹 (번데기) / 기타프릭스 7th MIX, 드럼매니아 6th MIX
2. 蛍 (반딧불) / 기타프릭스 V2, 드럼매니아 V2
3. 幸せを謳う詩 (행복을 구가하는 시) / 팝픈뮤직 10
4. この子の七つのお祝いに (이 아이의 일곱 번째 축하날에) / 기타프릭스 10th MIX, 드럼매니아 9th MIX , [유비트] jubeat saucer
5. 予後の音 (여후의 음)
6. 月光蝶 (월광접) / 기타프릭스 9th MIX, 드럼매니아 8th MIX
7. 赤い鈴 (붉은 방울) / 기타프릭스 11th MIX, 드럼매니아 10th MIX
8. 雫 (물방울) / 팝픈뮤직 12 이로하
9. 神曲 (신곡) / 팝픈뮤직 19 튠 스트리트
10. 空澄みの鵯と (해질녘의 직박구리와) / 팝픈뮤직 16 파티

### 참가한 음악가
- 아사키 - 작곡, 편곡, 작사, 보컬, 기타, 베이스, 피아노
- 사사키 히로후미(佐々木博史) - 피아노
- TOMOSUKE - 피아노
- 요시다 타로(吉田太郎) - 드럼
- 쥰지(淳士) - 드럼
- 타케우치 쥰(竹内純) - 바이올린
- 후카미 호우다이(深見邦代) - 바이올린
- 타카하시 카오리(高橋香織) - 비올라
- 나가야마 토시히코(永山利彦) - 첼로

## 발표한 곡

### 비트매니아 IIDX
- キャッシュレスは愛情消すティッシュ (캐쉬리스는 애정을 지우는 티슈) beatmaniaIIDX12 HAPPY SKY (2005년)
- 鬼言集 (귀언집) beatmaniaIIDX14 GOLD (2007년)
- four-leaf beatmaniaIIDX14 GOLD (2007년)

### 기타프릭스,드럼매니아
- 蛹 (번데기) GUITARFREAKS 7thMIX & drummania 6thMIX
- ツミナガラ... と彼女は謂ふ (츠미나가라... 라고 그녀는 말했다) GUITARFREAKS 8thMIX & drummania 7thMIX
- 月光蝶 (월광접) GUITARFREAKS 9thMIX & drummania 8thMIX
- 花の唄 (꽃의 노래) GUITARFREAKS 9thMIX & drummania 8thMIX
- この子の七つのお祝いに (이 아이의 일곱 번째 축하날에) GUITARFREAKS 10thMIX & drummania 9thMIX
- Agnus Dei GUITARFREAKS 10thMIX & drummania 9thMIX
- 赤い鈴 (붉은 방울) GUITARFREAKS 11thMIX & drummania 10thMIX
- 鬼姫 (귀희) GUITARFREAKS 11thMIX & drummania 10thMIX
- mushroom boy GuitarFreaks V & DrumMania V
- You can't do it if you try GuitarFreaks V & DrumMania V
- Plastic Umbrella GuitarFreaks V & DrumMania V
- 蛍 (반딧불) GuitarFreaks V2 & DrumMania V2, 아사키 앨범 神曲으로부터 이식
- 虧兎に告ぐ (이지러진 토끼에게 고함) GuitarFreaks V3 & DrumMania V3
- Ru-Ru-Ru GuitarFreaks V3 & DrumMania V3
- Micro Fin GuitarFreaks V3 & DrumMania V3
- 極東史記 (극동사기) GuitarFreaks V4 & DrumMania V4
- DEADMAN'S BED GuitarFreaks V4 & DrumMania V4
- Vertigo GuitarFreaks V4 & DrumMania V4
- ATOMS GuitarFreaks V5 & DrumMania V5
- Mannequin GuitarFreaks V5 & DrumMania V5
- 流氷の去りて(유빙이 지나가고) GuitarFreaks V5 & DrumMania V5
- A.DOGMA GuitarFreaks V5 & DrumMania V5
- FOR THE FINAL GuitarFreaks V5 & DrumMania V5
- Under The Nest GuitarFreaks V6 & DrumMania V6
- Siren GuitarFreaks V6 & DrumMania V6
- NIL GuitarFreaks V6 & DrumMania V6
- Sonne GuitarFreaks V6 & DrumMania V6
- Piranha GuitarFreaks XG & DrumMania XG
- ほしふり GuitarFreaks V7 & DrumMania V7
- 青い鳥 GuitarFreaks XG & DrumMania XG
- 天庭 おとこのこ編 GuitarFreaks XG & DrumMania XG

### 유비트
- Lead Me jubeat ripples APPEND
- 幸せのかたち(행복의 형태) jubeat copious APPEND (어펜드 에너지 3000 소비후 구매가능)
- イ号零型 jubeat saucer

### 리플렉 비트
- 虹の先に何があるか REFLEC BEAT
- 魚氷に上り耀よひて REFLEC BEAT limelight
- 天庭 REFLEC BEAT colette
- つばめ REFLEC BEAT colette
- まほろば教 REFLEC BEAT colette
- 黒点 REFLEC BEAT colette
- 太陽の子 REFLEC BEAT colette
- 空葬 REFLEC BEAT colette
- マッハマンの歌 REFLEC BEAT colette
- I LOVE SAKURA / CHERRY BLOSSOMS REFLEC BEAT plus

### 팝픈뮤직
- 幸せを謳う詩 (행복을 구가하는 시) pop'n music 10
- 明鏡止水 (명경지수) pop'n music 10, 후나키 도모스케와의 공동 작업
- 雫 (물방울) pop'n music 12 いろは
- 真超深TION (진초심TION) pop'n music 13 カーニバル, 오사무 미기테라와의 공동 작업
- 猿の経 (원숭이의 경) pop'n music 14 FEVER!
- つばめ (제비) pop'n music 15 ADVENTURE
- 天庭 (천정) pop'n music 15 ADVENTURE
- 空澄みの鵯と (해질녘의 직박구리와) pop'n music 16 PARTY, 아사키 앨범 神曲으로부터 이식
- 万物快楽理論 (만물쾌락이론) pop'n music 16 PARTY
- 水面静かに大地の烈日わたらせて pop'n music 18 せんごく列伝
- 神曲 pop'n music 19 TUNE STREET

### 애니메이션
- はなまるぴっぴはよいこだけ (참 잘했어요 표시는 착한 아이에게만) / 작사 - 『오소마츠상』 오프닝, 작곡 : 96、노래 : A応P

### ee'MALL
- 螺子之人 (나사지인) ee'MALL2nd